# Englisch-Walisischer Krieg (1256–1258)
Der Englisch-Walisische Krieg von 1256 bis 1258 war eine militärische Auseinandersetzung zwischen den von Fürst Llywelyn ap Gruffydd von Gwynedd geführten walisischen Fürstentümern und dem Königreich England. In dem Krieg konnten die Waliser weite Teile von Wales zurückerobern, die in den 1240er Jahren von König Heinrich III. erobert worden waren.

## Walisische Rebellion gegen die englische Herrschaft

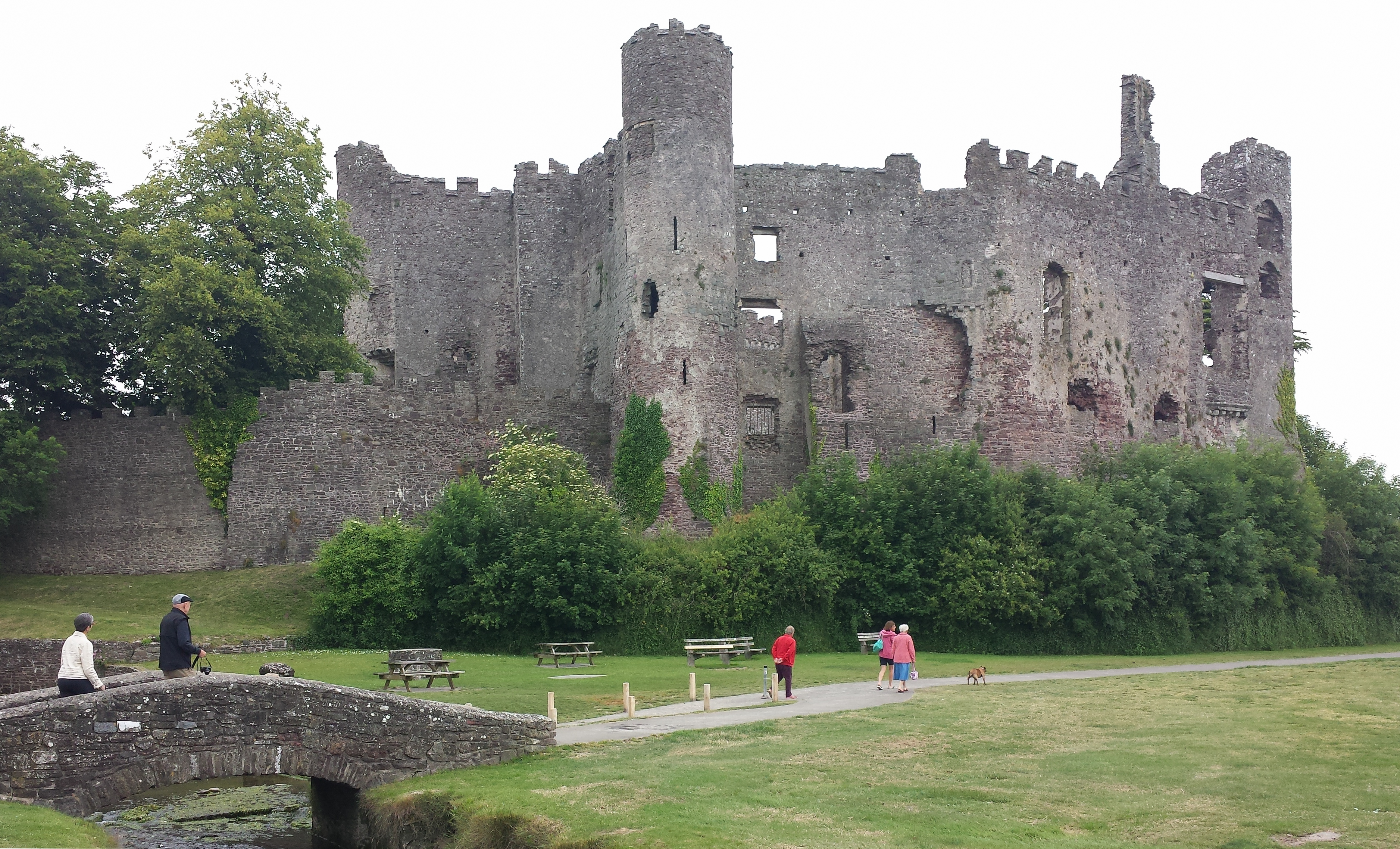
Laugharne Castle gehört zu den Burgen, die 1257 von den Walisern erobert wurden

Durch die erfolgreichen Feldzüge von 1241 und 1245 hatte Heinrich III. die englische Vorherrschaft in Wales wieder durchsetzen können, wie sie zuletzt zu Beginn des 12. Jahrhunderts unter Heinrich I. bestanden hatte. 1254 übergab der König seinem ältesten Sohn Eduard neben der Gascogne vor allem Chester und weite Gebiete in Wales als Apanage. Eduards Beamte wie Alan de la Zouche, Geoffrey de Langley oder William of Wilton versuchten vor allem im nordostwalisischen Perfeddwlad eine Verwaltung und ein Rechtssystem nach englischem Vorbild einzuführen, um die Region dem benachbarten Chester anzugleichen. Die Missachtung des traditionellen walisischen Rechts und die strenge Herrschaft der englischen Beamten führten zu steigenden Unmut unter der walisischen Bevölkerung. Im Juli 1256 besuchte Lord Eduard aufgrund zahlreicher Beschwerden selbst Nordostwales, doch bestätigte er dort vor allem die Amtsausübung seiner Beamten. Kurz nach Eduards Abreise kam es darauf zu einer walisischen Revolte. Die Waliser baten Llywelyn ap Gruffydd, der sich im Jahr zuvor gegen seine Brüder die Alleinherrschaft in Gwynedd erkämpft hatte, um Hilfe. Llywelyn hatte sich bereits zuvor in geheimen Bündnissen die Unterstützung von anderen walisischen Lords gesichert. Zusammen mit Maredudd ap Rhys, einem von den Engländern vertriebenen Lord von Deheubarth, befreite er nun im November 1256 Perfeddwlad von der englischen Herrschaft. Dort widerstanden nur die beiden königlichen Burgen Deganwy und Dyserth den walisischen Angriffen. Der Aufstand weitete sich rasch auf anderen Teile von Wales aus. Im Dezember 1256 wurde der mit den Engländern verbündete walisische Lord Llywelyn ap Maredudd von Meirionydd vertrieben und das nördliche Ceredigion erobert. Dann wandte sich Llywelyn Mittelwales zu. Der mit England verbündete Fürst Gruffydd ap Gwenwynwyn von Powys wurde vertrieben, Builth und andere Gebiete erobert und Maredudd ap Rhys wieder in seiner Herrschaft in Ystrad Tywi eingesetzt. Im Frühjahr 1257 weitete Llywelyn seine Angriffe auf Südwales aus, wo er Besitzungen des Earl of Gloucester und Gower angriff.

## Erfolglose Gegenmaßnahmen der Engländer
Ein Gegenangriff der englischen Garnison Montgomery im Januar 1257 musste nach wiederholten walisischen Überfällen rasch abgebrochen werden. Gegen die walisischen Angriffe auf Südwales konnte John le Breton, Eduards Kommandant von Abergavenny, 1256 nur 35 Waffenknechte und 700 Infanteristen bei Llandovery Castle zusammenziehen, so dass vor allem der Earl of Gloucester und der Earl of Hereford die Hauptlast des Kampfes gegen die Waliser tragen mussten. Ein Vermittlungsversuch von Richard von Cornwall, dem Bruder des Königs, wurde von Llywelyn schroff zurückgewiesen. Heinrich III. sandte darauf Stephen Bauzan, einen Ritter aus seinem Haushalt, mit einer Armee nach Südwales. Diese erlitt jedoch Anfang Juni 1257 in der Schlacht von Cymerau gegen das vereinigte Heer mehrerer südwalisischer Lords eine vernichtende Niederlage. In der Folge kam es zu neuen walisischen Überfällen auf die noch unter englischer Herrschaft stehenden Gebiete in Südwales, bei denen unter anderem Llansteffan, Laugharne und Narberth Castle erobert wurden. Llywelyn war sich jedoch bewusst, dass er diese Gebiete nicht alle halten konnte und zog sich nach Zerstörung der Burgen wieder zurück. Heinrich III. berief für den 1. August sein Feudalheer nach Chester ein. Entlang der Küste von Nordwales zog das englische Heer bis Deganwy, dass Ende August erreicht wurde. Aufgrund des raschen Beginns des Feldzugs führten die Engländer nur unzureichende Lebensmittelvorräte mit sich. Nachdem Dyserth und Deganwy Castle entsetzt worden waren, zog sich der König bei den ersten Anzeichen des drohenden Winters bereits Anfang September unter ständigen Angriffen der Waliser nach Chester zurück. Der König plante daraufhin für Juni 1258 einen neuen Feldzug nach Wales. Als er dazu im April 1258 sein Parlament einberief, kam es zu einer Adelsrebellion, die den König weitgehend entmachtete. Die neue, von den rebellierenden Baronen dominierte Regierung schloss am 17. Juni 1258 einen Waffenstillstand mit Fürst Llywelyn, der den Status quo bestätigte.

## Folgen
Nach diesem Erfolg begann Fürst Llywelyn, sich als Fürst von Wales zu bezeichnen. Der Waffenstillstand in Wales blieb aber brüchig. Vor allem in Mittelwales und den Welsh Marches kam es zunehmend zu Grenzkonflikten. Bereits im Januar 1260 griff Llywelyn erneut Builth Castle an, das er schließlich von Roger Mortimer eroberte. Ab November 1262 kam es wieder zum offenen Krieg zwischen den Walisern unter Fürst Llywelyn und den englischen Marcher Lords. In England führte der Konflikt zwischen der Adelsopposition und dem König zum offenen Krieg der Barone gegen den König. In diesem Bürgerkrieg unterstützte Llywelyn die Adelsopposition, während die Marcher Lords folglich den König unterstützten. Nach dem Sieg des Königs über die Adelsopposition 1267 waren die Mittel des Königs jedoch so erschöpft, dass er 1268 mit Fürst Llywelyn den Vertrag von Montgomery schließen musste. In diesem musste der König den Walisern weitreichende Zugeständnisse machen und Llywelyn ap Gruffydd als Fürsten von Wales anerkennen. Im Gegenzug erkannte Fürst Llywelyn den englischen König als Oberherrn an. Trotz dieses Vertrags kam es in den nächsten Jahren weiterhin zu andauernden Kämpfen zwischen Walisern und den Marcher Lords. Daraufhin misstraute Fürst Llywelyn dem neuen König Eduard und verweigerte ihm die Huldigung, was schließlich zur englischen Eroberung von Wales bis 1283 führte.